# UEFA Women's Champions League
L'UEFA Women's Champions League è la massima competizione calcistica europea per club, istituita dalla UEFA nella stagione 2001-02 con il nome di UEFA Women's Cup. Omologo femminile della UEFA Champions League, è riservata alle squadre classificate ai primi posti nei rispettivi campionati nazionali europei. È stata talora denominata Women's European Cup, per attestare il suo stato di unica competizione UEFA per i club femminili di calcio fino al 2025, mentre il formato della Champions League maschile è divenuto economicamente praticabile, dato che dal 2025-26 è prevista una fase campionato a girone unico come per le competizioni UEFA maschili, dopo che nel precedente quadriennio (2021-2025) è stato utilizzato il format con quattro gironi da quattro squadre nel periodo autunnale della competizione.
Vengono iscritte al torneo le società vincitrici dei rispettivi tornei nazionali, siano essi un campionato o una coppa (se non è prevista una lega nazionale).
Sono riservati tre posti per le prime sei federazioni nazionali nel coefficiente UEFA, due posti alle federazioni aventi tra il settimo e il sedicesimo coefficiente mentre tutte le altre possono iscrivere una sola squadra.
La società più titolata nella competizione è l'Olympique Lione con 8 trofei, segue 1. FFC Francoforte con 4 trionfi e il Barcellona con 3 titoli; altri quattro club hanno ottenuto 2 successi nella manifestazione e sono: Arsenal, Turbine Potsdam, Umeå IK e Wolfsburg, anche se le ultime due società hanno un bilancio negativo. 2001 Duisburg ha alzato una volta il trofeo, mentre il Paris Saint-Germain è arrivato due volte in finale, ma non ha mai vinto il torneo.

## Formula

### UEFA Women's Cup
Nelle prime tre edizioni della UEFA Women's Cup la competizione prevedeva una prima fase di qualificazione che riduceva il numero di squadre a 32 per la fase a gironi. Le squadre vincitrici degli otto gironi accedevano ai quarti di finale. A partire dall'edizione 2004-2005 le squadre vincitrici dei gironi di qualificazione accedevano a una seconda fase a gironi, a cui partecipavano sedici squadre divise in quattro gironi. Accedevano ai quarti di finale le prime due classificate di ciascun girone, con le prime ad affrontare le seconde. Le partite dei gironi venivano ospitate da una delle squadre del gironi e giocate nel giro di cinque giorni. Eccetto che la finale della prima edizione, tutte le partite della fase ad eliminazione diretta venivano giocate con partite di andata e ritorno: in caso di pareggio valeva la regola dei gol fuori casa ed eventualmente tempi supplementari e tiri di rigore. Queste regole tuttora valgono per quei turni che prevedono l'eliminazione diretta.

### Il cambio di nome in UEFA Women's Champions League
Sul finire del 2008 la UEFA annunciò il lancio della UEFA Women's Champions League in sostituzione della UEFA Women's Cup. Con il nuovo formato accedevano alla competizione anche le squadre seconde classificate dei campionati delle prime otto federazioni secondo il ranking UEFA annuale. Per la prima edizione (2009-2010) i primi otto campionati erano: Frauen-Bundesliga per la Germania, Damallsvenskan per la Svezia, Women's Premier League per l'Inghilterra, Première Ligue per la Francia, Elitedivisionen per la Danimarca, Vysšij Divizion per la Russia, Toppserien per la Norvegia e Serie A Femminile per l'Italia. Negli anni successivi con la Toppserien si sono alternate l'Úrvalsdeild kvenna per l'Islanda, la ÖFB-Frauenliga per l'Austria, la I. liga žen per la Repubblica Ceca e la Primera División Femenina per la Spagna.
Il formato della competizione era caratterizzato da una prima fase a gironi, di numero variabile a seconda del numero complessivo di squadre partecipanti e ciascuno composto da quattro squadre, e le partite erano ospitate da una delle squadre facenti parte il girone. Alla fase a eliminazione diretta, oltre alle squadre direttamente qualificate, accedevano le vincitrici di ciascun girone, per un totale di 32 contendenti che si affrontavano in un torneo con partite di andata e ritorno. La finale si disputava in partita unica in campo neutro e il giovedì prima della finale della UEFA Champions League.
Il regolamento della UEFA Women's Champions League prevede la partecipazione di tutte le squadre delle 54 federazioni appartenenti alla UEFA. Di queste 54 federazioni solamente Andorra, Liechtenstein, San Marino e Gibilterra non hanno mai iscritto loro squadre alla competizione.

### Riforma del 2016
Il 25 settembre 2015 la UEFA ha annunciato che a partire dall'edizione 2016-2017 il numero di federazioni che potranno iscrivere due squadre alla UEFA Women's Champions League passerà da 8 a 12. Sulla base del ranking UEFA per la stagione 2016-2017 le 12 federazioni interessate sono: Germania, Francia, Svezia, Inghilterra, Russia, Spagna, Danimarca, Italia, Austria, Repubblica Ceca, Scozia e Norvegia. Tra queste dodici solamente la Scozia non aveva mai iscritto più di una squadra.
Inoltre, le squadre vincenti dei campionati nazionali di queste 12 federazioni accedevano direttamente ai sedicesimi di finale, così come le seconde classificate delle medesime federazioni, ma in numero dipendente dal numero di federazioni che avevano accesso alla competizione. Accedeva ai sedicesimi di finale anche la squadra vincitrice della UEFA Women's Champions League dell'edizione precedente, anche se non direttamente qualificata attraverso il proprio campionato nazionale. Il resto del formato del torneo rimaneva inalterato.
Per l'edizione 2019-2020 è stato introdotto, ma solo per la finale, l'utilizzo del VAR.

### Riforma del 2021
L'edizione 2021-2022 segna un nuovo cambio di formato della competizione. Quattro squadre sono ammesse direttamente alla fase a gironi, mentre le restanti dodici vengono ammesse tramite la fase di qualificazione, che è composta da un percorso campioni (dal quale si qualificano sette squadre) e da un percorso piazzate (dal quale si qualificano cinque squadre). La fase a gironi è seguita dalla fase a eliminazione diretta, che parte dai quarti di finale, ai quali si qualificano le prime due classificate nei quattro gironi. A partire dai quarti di finale è previsto l'utilizzo del VAR.

## Trofeo
Dall'edizione 2009-2010 la coppa misura 60 centimetri di altezza e pesa 10 kg, quindi curiosamente più dei 7,5 kg del trofeo maschile. I bracci a spirale e il corpo centrale suggeriscono un messaggio di dinamismo e forza; inoltre sulla colonna centrale viene inciso il nome della squadra vincitrice, a simboleggiare il percorso in ascesa.
Il trofeo originale resta in possesso del club vincitore per la sola cerimonia della finale, dopodiché alla società viene assegnata una copia della coppa a grandezza naturale.
Un club ha diritto di detenere il 
multiple-winner badge solo laddove dovesse vincere tre Champions League consecutive oppure cinque Champions League complessive. Soltanto l'Olympique Lione è quindi in possesso del distintivo sopra citato. Dal 2009 alle squadre vincitrici è consegnata una copia del trofeo della stessa misura di quello originale, che resta di proprietà della UEFA.

## Premi in denaro
I premi in denaro sono stati introdotti nella competizione solamente a partire dall'edizione 2009-2010, quando entrambe le finaliste hanno ricevuto una ricompensa economica. Dal 2010-2011 il premio è stato esteso alle squadre aventi raggiunto i quarti di finale (appena 17.000 sterline, quindi 20.000€ circa). Nel corso di queste stagioni, molteplici società hanno lamentate come le ricompense fossero troppo esigue per coprire i costi delle iscrizioni e delle partite giocate.
Dalla UEFA Women's Champions League 2021-2022, con l'introduzione della fase a gironi composta da 4 gironi, il montepremi complessivo è salito a 24 milioni di euro. Di questo importo, 5,6 milioni di euro sono destinati a pagamenti di solidarietà nei confronti di club non partecipanti dei Paesi partecipanti, per assisterne lo sviluppo; 7 milioni di euro sono riservati a chi accede ai turni di qualificazione (una parte dei quali sono sussidi di viaggio per le squadre); i restanti 11,5 milioni di euro costituiscono il premio per chiunque acceda almeno alla fase a gironi, con la ricompensa a scalare a seconda del piazzamento finale.
Contestualmente la UEFA ha annunciato che chiunque avesse presenziato alla fase a gironi avrebbe sicuramente guadagnato 400.000€, più 160.000€ per la qualificazione ai quarti di finale, più 180.000€ per la qualificazione alle semifinali. Chi avesse perso la finale avrebbe ottenuto altri 200.000€; chi l'avesse vinta ne avrebbe guadagnati 350.000€.
Inoltre, nella fase a gironi, la vittoria sarebbe stata premiata con 50.000€ e il pareggio avrebbe fruttato 17.000€.
È perciò stima della UEFA quella per cui il club vincitore potrebbe arrivare a capitalizzare fino a 1,4 milioni di euro.

## Albo d'oro
| Stagione | Data      | Nazionalità della squadra vincitrice | Vincitore (numero vittorie) | Finalista perdente  | Risultato       | Sede della finale                        | Spettatori |
| -------- | --------- | ------------------------------------ | --------------------------- | ------------------- | --------------- | ---------------------------------------- | ---------- |
| 2001-02  | 23 maggio | Germania                             | 1. FFC Francoforte          | Umeå IK             | 2 - 0           | Waldstadion, Francoforte sul Meno        | 12 106     |
| 2002-03  | 9 giugno  | Svezia                               | Umeå IK                     | Fortuna Hjørring    | 4 - 1           | T3 Arena, Umeå                           | 7 648      |
| 2002-03  | 21 giugno | Svezia                               | Umeå IK                     | Fortuna Hjørring    | 3 - 0           | Hjørring Stadium, Hjørring               | 2 119      |
| 2003-04  | 8 maggio  | Svezia                               | Umeå IK (2)                 | 1. FFC Francoforte  | 3 - 0           | Stadio Råsunda, Solna                    | 5 409      |
| 2003-04  | 5 giugno  | Svezia                               | Umeå IK (2)                 | 1. FFC Francoforte  | 5 - 0           | Bornheimer Hang, Francoforte sul Meno    | 9 500      |
| 2004-05  | 15 maggio | Germania                             | Turbine Potsdam             | Djurgården/Älvsjö   | 2 - 0           | Olympiastadion, Stoccolma                | 1 382      |
| 2004-05  | 21 maggio | Germania                             | Turbine Potsdam             | Djurgården/Älvsjö   | 3 - 1           | Karl-Liebknecht-Stadion, Potsdam         | 8 677      |
| 2005-06  | 20 maggio | Germania                             | 1. FFC Francoforte (2)      | Turbine Potsdam     | 4 - 0           | Karl-Liebknecht-Stadion, Potsdam         | 4 431      |
| 2005-06  | 27 maggio | Germania                             | 1. FFC Francoforte (2)      | Turbine Potsdam     | 3 - 2           | Bornheimer Hang, Francoforte sul Meno    | 13 200     |
| 2006-07  | 21 aprile | Inghilterra                          | Arsenal                     | Umeå IK             | 1 - 0           | T3 Arena, Umeå                           | 6 265      |
| 2006-07  | 29 aprile | Inghilterra                          | Arsenal                     | Umeå IK             | 0 - 0           | Meadow Park, Borehamwood                 | 3 467      |
| 2007-08  | 17 maggio | Germania                             | 1. FFC Francoforte (3)      | Umeå IK             | 1 - 1           | T3 Arena, Umeå                           | 4 128      |
| 2007-08  | 24 maggio | Germania                             | 1. FFC Francoforte (3)      | Umeå IK             | 3 - 2           | Commerzbank-Arena, Francoforte sul Meno  | 27 640     |
| 2008-09  | 16 maggio | Germania                             | 2001 Duisburg               | Zvezda 2005 Perm'   | 6 - 0           | Stadio Centrale, Kazan', Russia          | 700        |
| 2008-09  | 22 maggio | Germania                             | 2001 Duisburg               | Zvezda 2005 Perm'   | 1 - 1           | MSV Arena, Duisburg                      | 28 112     |
| 2009-10  | 20 maggio | Germania                             | Turbine Potsdam (2)         | Olympique Lione     | 0 - 0 (7-6 dtr) | Coliseum Alfonso Pérez, Getafe           | 13 000     |
| 2010-11  | 26 maggio | Francia                              | Olympique Lione             | Turbine Potsdam     | 2 - 0           | Craven Cottage, Londra                   | 14 303     |
| 2011-12  | 17 maggio | Francia                              | Olympique Lione (2)         | 1. FFC Francoforte  | 2 - 0           | Olympiastadion, Monaco di Baviera        | 50 212     |
| 2012-13  | 23 maggio | Germania                             | Wolfsburg                   | Olympique Lione     | 1 - 0           | Stamford Bridge, Londra                  | 19 278     |
| 2013-14  | 22 maggio | Germania                             | Wolfsburg (2)               | Tyresö FF           | 4 - 3           | Estádio do Restelo, Lisbona              | 11 217     |
| 2014-15  | 14 maggio | Germania                             | 1. FFC Francoforte (4)      | Paris Saint-Germain | 2 - 1           | Friedrich-Ludwig-Jahn-Sportpark, Berlino | 17 147     |
| 2015-16  | 26 maggio | Francia                              | Olympique Lione (3)         | Wolfsburg           | 1 - 1 (4-3 dtr) | Mapei Stadium, Reggio Emilia             | 15 117     |
| 2016-17  | 1 giugno  | Francia                              | Olympique Lione (4)         | Paris Saint-Germain | 0 - 0 (7-6 dtr) | Cardiff City Stadium, Cardiff            | 22 433     |
| 2017-18  | 24 maggio | Francia                              | Olympique Lione (5)         | Wolfsburg           | 4 - 1 (dts)     | Stadio Dynamo Lobanovs'kyj, Kiev         | 14 237     |
| 2018-19  | 18 maggio | Francia                              | Olympique Lione (6)         | Barcellona          | 4 - 1           | Groupama Arena, Budapest                 | 19 487     |
| 2019-20  | 30 agosto | Francia                              | Olympique Lione (7)         | Wolfsburg           | 3 - 1           | Stadio di Anoeta, San Sebastián          | 0          |
| 2020-21  | 16 maggio | Spagna                               | Barcellona                  | Chelsea             | 4 - 0           | Gamla Ullevi, Göteborg                   | 0          |
| 2021-22  | 21 maggio | Francia                              | Olympique Lione (8)         | Barcellona          | 3 - 1           | Juventus Stadium, Torino                 | 32 257     |
| 2022-23  | 3 giugno  | Spagna                               | Barcellona (2)              | Wolfsburg           | 3 - 2           | Philips Stadion, Eindhoven               | 33 147     |
| 2023-24  | 25 maggio | Spagna                               | Barcellona (3)              | Olympique Lione     | 2 - 0           | San Mamés, Bilbao                        | 50 827     |
| 2024-25  | 24 maggio | Inghilterra                          | Arsenal (2)                 | Barcellona          | 1 - 0           | Stadio José Alvalade, Lisbona            | 38 356     |

## Statistiche

### Titoli per squadra
| Squadra             | Vittorie | Secondi posti | Finali Totali | Finali vinte                                                           | Finali perse                       |
| ------------------- | -------- | ------------- | ------------- | ---------------------------------------------------------------------- | ---------------------------------- |
| Olympique Lione     | 8        | 3             | 11            | 2010-11, 2011-12, 2015-16, 2016-17, 2017-18, 2018-19, 2019-20, 2021-22 | 2009-10, 2012-13, 2023-24          |
| 1. FFC Francoforte  | 4        | 2             | 6             | 2001-02, 2005-06, 2007-08, 2014-15                                     | 2003-04, 2011-12                   |
| Barcellona          | 3        | 3             | 6             | 2020-21, 2022-23, 2023-24                                              | 2018-19, 2021-22, 2024-25          |
| Wolfsburg           | 2        | 4             | 6             | 2012-13, 2013-14                                                       | 2015-16, 2017-18, 2019-20, 2022-23 |
| Umeå IK             | 2        | 3             | 5             | 2002-03, 2003-04                                                       | 2001-02, 2006-07, 2007-08          |
| Turbine Potsdam     | 2        | 2             | 4             | 2004-05, 2009-10                                                       | 2005-06, 2010-11                   |
| Arsenal             | 2        | 0             | 2             | 2006-07, 2024-25                                                       | -                                  |
| 2001 Duisburg       | 1        | 0             | 1             | 2008-09                                                                | -                                  |
| Paris Saint-Germain | 0        | 2             | 2             | -                                                                      | 2014-15, 2016-17                   |
| Fortuna Hjørring    | 0        | 1             | 1             | -                                                                      | 2002-03                            |
| Djurgården/Älvsjö   | 0        | 1             | 1             | -                                                                      | 2004-05                            |
| Zvezda 2005 Perm'   | 0        | 1             | 1             | -                                                                      | 2008-09                            |
| Tyresö FF           | 0        | 1             | 1             | -                                                                      | 2013-14                            |
| Chelsea             | 0        | 1             | 1             | -                                                                      | 2020-21                            |

### Titoli per nazione
| Nazione     | Finali vinte | Finali perse | Finali totali | Vincitrici                                                                    | Finaliste                                                  |
| ----------- | ------------ | ------------ | ------------- | ----------------------------------------------------------------------------- | ---------------------------------------------------------- |
| Germania    | 9            | 8            | 17            | 1. FFC Francoforte (4), Turbine Potsdam (2), 2001 Duisburg (1), Wolfsburg (2) | 1. FFC Francoforte (2), Turbine Potsdam (2), Wolfsburg (4) |
| Francia     | 8            | 5            | 13            | Olympique Lione (8)                                                           | Olympique Lione (3) Paris Saint-Germain (2)                |
| Spagna      | 3            | 3            | 6             | Barcellona (3)                                                                | Barcellona (3)                                             |
| Svezia      | 2            | 5            | 7             | Umeå IK (2)                                                                   | Umeå I.K. (3) Djurgården/Älvsjö (1) Tyresö FF (1)          |
| Inghilterra | 2            | 1            | 3             | Arsenal (2)                                                                   | Chelsea (1)                                                |
| Danimarca   | 0            | 1            | 1             |                                                                               | Fortuna Hjørring (1)                                       |
| Russia      | 0            | 1            | 1             |                                                                               | Zvezda 2005 Perm' (1)                                      |